# Železniško postajališče Litostroj
Železniško postajališče Litostroj je železniško postajališče v Ljubljani, ki je priročno predvsem za dostop do predela Šiška in šišenske industrijske cone. Ime je dobilo, ker so ga včasih uporabljali predvsem zaposleni nekdanje tovarne Litostroj, ki stoji v neposredni bližini.
Na najbolje urejeno postajališče sestavlja en netlakovan peron ob vzhodnem robu železniške proge. Dostopen je z Litostrojske ceste.
Med 1. svetovno vojno (v letih 1916 - 1918) se je južno od današnjega postajališča Litostroj na gorenjsko progo priključila obvozna proga med Vodmatom in Dravljami.